# Downside Up
| Recensione | Giudizio    |
| ---------- | ----------- |
| AllMusic   | [ 1 ]       |
| Stylus     | A           |
| The Times  | molto buono |

Downside Up è un cofanetto di B-side del gruppo musicale britannico Siouxsie and the Banshees, pubblicato il 29 novembre 2004.

## Il disco
Oltre a tutte le b-side dei singoli dal 1978 al 1995, la ricca selezione comprende anche il raro EP The Thorn (1984), che comprendeva riarrangiamenti per orchestra di quattro delle più vecchie canzoni dei Banshees. La maggior parte delle canzoni (solo presenti in questi CD), erano dei classici del repertorio live della band come Pulled to Bits, Eve White Eve Black, Red Over White, I Promise, Something Blue e B-Side Ourselves. Il box set è stato anche distribuito su iTunes.

### Accoglienza
Il box-set compilation di quattro cd ha ricevuto il plauso della critica alla sua uscita. Il Times ha scritto nella sua recensione di Downside Up: "Le b-side includono la scontrosa Drop Dead/Celebration, la minacciosa Eve White/Eve Black e lo spezzettato funk industriale di Tattoo". Il critico ha anche valutato la band come una delle più audaci e senza compromessi avventure musicali dell'era post-punk". Stylus ha detto: "È una miscela meravigliosamente eclettica di insegnamenti di avanguardia punk (Voices (on the Air), Eve White/Eve Black), Creature  tribali di rituale percussionistico (Sunless), maestosa bellezza (Something Blue, Shooting Sun, Return), sperimentazioni divertenti (Slap Dash Snap, (There's a) Planet in My Kitchen), divertimento linguistico (Mittageisen, Il est né, le divin enfant, El Día de los Muertos) e, evviva, pezzi scherzosamente 'dark' (Something Wicked (This Way Comes), Are You Still Dying, Darling?)".
Successivamente, nel 2009, NME ha scritto: "manna dal cielo per tutti i maniaci di Siouxsie and the Banshees, Downside Up è un cofanetto di quattro cd di b-side della band e materiale bonus, tra cui l'affascinante Tattoo e Eve White/Eve Black".

### Lascito
Alcune canzoni di questo cofanetto sono state poi riprese o elogiate da altri artisti. 
- Tattoo, registrata nel 1983, è stata ripresa da Tricky nel pezzo di apertura del suo secondo album solista Nearly God del 1996.[5] La versione originale di Tattoo, suona come un manifesto pre trip-hop con una parte dei canoni del genere; atmosfera umida, voci sussurrate, bassi ronzanti e suoni di batteria soffici.[6][7]
- Mittageiasen (la versione del 1979 cantata in tedesco) è stata campionata dai Massive Attack nel 1997 in Superpredators (Metal Postcard) per la colonna sonora del film The Jackal.
- Eve White/Eve Black è stata suonata da Morrissey durante l'intervallo del suo Maladjusted tour del 1997.[8]
- Drop Dead/Celebration è una delle canzoni preferite della cantante Shirley Manson dei Garbage, che ha scritto nella prefazione della biografia di Siouxsie pubblicata nel 2003: "Drop Dead/Celebration suonava come nessun altro titolo che avevo sentito prima. Mi chiedevo lei da dove è venuta! ... Questo titolo ha espresso quello che sentivo dentro, come un adolescente".[9][10]
- Umbrella, registrata nel 1985, ne ha nominato il suo gradimento Jenny Lee Lindberg degli Warpaint.[11]
- Sex, registrata nel 2004, è stata scelta come la sigla di numerosi siti

## Tracce
Testi e musiche di Siouxsie and the Banshees, tranne ove indicato.

### CD 1 (1978-1982)
1. Voices (on the Air) (b-side di Hong Kong Garden) - 5:34
2. 20th Century Boy (b-side di The Staircase (Mystery)) - 2:00 (Bolan)
3. Pulled to Bits (b-side di Playground Twist) - 3:26
4. Mittageisen (Metal Postcard) (a-side di Mittageisen) - 4:10
5. Drop Dead/Celebration (b-side di Happy House) - 4:26
6. Eve White/Eve Black (b-side di Christine) - 3:05
7. Red Over White (b-side di Israel) - 4:36
8. Follow the Sun (b-side di Spellbound) - 2:49
9. Slap Dash Snap (extra b-side di Spellbound) - 3:42
10. Supernatural Thing (b-side di Arabian Knights) - 4:26 (Grant, Guthrie)
11. Congo Conga (extra b-side di Arabian Knights) - 4:15
12. Coal Mind (b-side di Fireworks) - 3:32
13. We Fall (extra b-side di Fireworks) - 3:39
14. Cannibal Roses (b-side di Slowdive) - 4:30
15. Obsession II (extra b-side di Slowdive) - 3:52
16. A Sleeping Rain (extra aa-side di Melt!) - 4:19
17. Il est né, le divin enfant (aa-side di Melt!) - 2:32

### CD 2 (1983-1987)
1. Tattoo (b-side di Dear Prudence) - 3:30
2. (There's a) Planet in My Kitchen (extra b-side di Dear Prudence) - 5:23
3. Let Go (b-side di Swimming Horses) - 3:37
4. The Humming Wires (extra b-side di Swimming Horses) - 4:23
5. I Promise (b-side di Dazzle) - 4:39
6. Throw Them to the Lions (extra b-side di Dazzle) - 4:51
7. An Execution (b-side di Cities in Dust) - 3:51
8. The Quarterdrawing of the Dog (extra b-side di Cities in Dust) - 4:55
9. Lullaby (b-side di Candyman) - 3:33
10. Umbrella (extra b-side di Candyman) - 4:14
11. Shooting Sun (b-side di This Wheel's on Fire) - 4:45
12. Sleepwalking (on the High Wire) (extra b-side di This Wheel's on Fire) - 5:11
13. She Cracked (b-side del doppio singolo This Wheel's on Fire) - 3:07 (Richman)
14. She's Cuckoo (b-side di The Passenger) - 4:16
15. Something Blue (extra b-side di The Passenger) - 3:56
16. The Whole Price of Blood (b-side di Song from the Edge of the World) - 3:54
17. Mechanical Eyes (extra b-side di Song from the Edge of the World) - 3:36

### CD 3 (1988-1995)
1. False Face (b-side di Peek-a-Boo) - 2:52
2. Catwalk (extra b-side di Peek-a-Boo) - 4:58
3. Something Wicked (This Way Comes) (b-side di The Killing Jar) - 4:21
4. Are You Still Dying, Darling? (extra b-side di The Killing Jar) - 4:45
5. El Día de los Muertos[12] (b-side di The Last Beat of My Heart) - 3:38
6. Sunless (extra b-side di The Last Beat of My Heart) - 4:28
7. Staring Back (extra b-side di Kiss Them for Me) - 3:17
8. Return (b-side di Kiss Them for Me) - 5:04
9. Spiral Twist (b-side di Shadowtime) - 3:56
10. Sea of Light (extra b-side di Shadowtime) - 4:35
11. I Could Be Again (b-side di Face to Face) - 4:31
12. Hothead (extra b-side di Face to Face) - 3:31
13. B Side Ourselves (b-side di O Baby) - 3:48
14. Swimming Horses (live) (extra b-side di O Baby) - 4:41
15. All Tomorrow's Parties (live) (extra b-side di O Baby) - 6:12 (Reed)
16. Hang Me High (b-side di Stargazer) - 6:06
17. Black Sun (extra b-side di Stargazer) - 3:11

### CD 4The ThornEP (1984)
1. Overground - 3:53
2. Voices (on the Air) - 5:26
3. Placebo Effect - 4:37
4. Red Over White - 5:43